# Jason Bent
Jason Bent est un joueur et entraîneur canadien de soccer né le 8 mars 1977 à Scarborough en Ontario. Milieu de terrain international canadien, il est aujourd'hui entraîneur adjoint de Greg Vanney au Toronto FC.

## Biographie

### Carrière de joueur

#### Carrière en sélection
Avec l'équipe du Canada, il dispute 32 matchs (pour aucun but inscrit) entre 1997 et 2003. Il figure notamment dans le groupe des sélectionnés lors des Gold Cup de 2000, de 2002 et de 2003.
Il participe également à la Coupe des confédérations de 2001 avec la sélection canadienne. Lors de cette compétition, il joue un match contre le Japon, un autre contre le Brésil, et enfin un dernier contre le Cameroun.
Avec les sélections de jeunes, il prend part à la Coupe du monde des moins de 17 ans 1993 organisée au Japon et à la Coupe du monde des moins de 20 ans 1997 qui se déroule en Malaisie.

## Palmarès
| Plymouth Argyle - Championnat d'Angleterre D4 (1) : - Champion : 2001-02. - Championnat d'Angleterre D3 (1) : - Champion : 2003-04. |  | Canada - Gold Cup (1) : - Vainqueur : 2000. |